# 稲吉正樹
稲吉 正樹（いなよしまさき、1969年 - ）は日本の実業家。NOVAホールディングスの代表取締役社長兼オーナー（約80％の株式を保有）、株式会社いわてアスリートクラブ代表取締役オーナー。ジー・コミュニケーションの創業者で元オーナー。

## 来歴
愛知県蒲郡市出身。愛知学院大学文学部卒業後、そば店を営む親から勧められて蒲郡市役所に就職。3年間公務員として勤務した後、「自分にはもっと何かできることがあるのではないか」という想いと、学生時代の家庭教師のアルバイト代よりも少ない手取りを考え起業を決意して辞職。1994年、25歳で個別指導塾「がんばる学園」を愛知県岡崎市に創業。アルバイトの講師がフランチャイジーを希望したためFC化により校舎数が拡大。2000年には居酒屋を店舗ごと引き受けて外食産業に進出し、外食事業もFCにより拡大していく。
2004年、銀行経由で居酒屋チェーンの引き継ぎの打診があり、「がんばる学園」改めジー・コミュニケーションがM&Aにより獲得。これを契機に外食企業を中心にM&Aに積極的に乗り出す。有利子負債込みで安価に取得した上で、FC化を推進して事業拡大を進めた。
2006年、学習塾に次ぐ新たな展開を模索する中で、北海道を拠点に展開していた「EC英会話」を運営するイー・シーを買収し英会話事業に進出。2007年10月にはNOVAの経営破綻を受けて、同社の事業を譲受。当時の600校すべてを閉鎖した状態で引き継ぎ、半年で黒字化を実現させた。しかしその半年後、リーマン・ショックが発生。受講生の債権がのれん代と負債になってしまったためにM&Aで獲得した企業の有利子負債の短期借り換えが難しくなり、ジー・コミュニケーションを日本振興銀行のグループ企業であるフーディーズ他3社に売却、その資金を元手に「いなよしキャピタルパートナーズ」を創業する。日本振興銀行が経営破綻したことから、NOVAに加えて英会話教室大手「GEOS」を引き受けていたジー・コミュニケーションの教育部門子会社「ジー・エデュケーション」を買い戻す。現在は（「ジー・エデュケーション」改め）NOVAホールディングスの代表として教育部門に特化した事業展開を行っている。